# Судова система Польщі
Судо́ва систе́ма (судоу́стрій) Польщі становить сукупність усіх судів держави, наділених виключною компетенцією здійснювати правосуддя, заснованих на єдиних засадах організації і діяльності. Правосуддя в Польщі здійснюється судами: Верховний суд, суди загальної юрисдикції, адміністративні суди і військові суди (стаття 175 пункт 1 .. Конституції Польщі). У ЗМІ часто, але неправильно, прокуратуру також включається до складу судової влади, тоді як прокурора є правоохоронним органом (як, наприклад, міліція). Крім того, під час війни конституція дозволяє створювати спеціальні суди або встановлювати спеціальну процедуру, Провадження у суді є щонайменше двох інстанцій.
Починаючи з 2015 року польська система правосуддя перебуває у фазі глибоких, суперечливих змін, впроваджених партією Право та Справедливість та її союзниками, які включають: криза навколо Конституційного трибуналу та криза навколо Верховного суду Польщі.

## Система правосуддя

### Правова основа
Основними законами, які регулюють систему правосуддя в Польщі, є:
- Конституція Республіки Польща від 2 квітня 1997 року.
- Закон про структуру загальних судів від 27 липня 2001 року.
- Закон про структуру військових судів від 21 серпня 1997 року.
- Закон про структуру адміністративних судів від 25 липня 2002 року.
- Акт про Верховний Суд від 8 грудня 2017 року
- Акт про Національну раду судової влади від 12 травня 2011 року.

### Верховний суд
Верховний суд Польщі є наглядовим органом для загальних та військових судів. Її очолює Перший Президент Верховного Суду, призначений на шестирічний термін Президентом Республіки Польща з числа кандидатів, запропонованих Генеральною Асамблеєю суддів Верховного Суду. Суд ділиться на п’ять палат: цивільну, кримінальну, трудову та соціального страхування, надзвичайного контролю та громадських справ і дисциплінарну. Окрім Генеральної Асамблеї, другим органом судового самоврядування є Колегія Верховного Суду.

### Загальні суди
Загальні суди є трирівневими. До їх складу входять районний, обласний та апеляційний суди. Загальні суди приймають рішення щодо кримінального, цивільного, трудового, господарського та сімейного права. До 2001 року існував також колегія з правопорушень, але Конституція скасувала їх функціонування.

### Військові суди
Військові суди - це кримінальні суди, які здійснюють правосуддя у справах про злочини, вчинені солдатами активної військової служби. У структурі військових судів є гарнізонні та військові окружні суди. Військова палата Верховного Суду виступає в якості другої інстанції або касаційного суду.

### Адміністративні суди
Адміністративна судова влада вже існувала у Другій Республіці Польща, але вона була скасована після Другої світової війни. Їх поступове відновлення розпочалося в 1980 році, зі створення Вищого адміністративного суду. Чинна Конституція запровадила принцип двох інстанцій, що призвело до створення воєводських адміністративних судів, що вирішують справи у першій інстанції. Адміністративні суди перевіряють законність адміністративних рішень стосовно як уряду, так і місцевого самоврядування. Голова Вищого адміністративного суду призначається Президентом на шість років із числа кандидатів, висунутих Генеральною Асамблеєю суддів Вищого адміністративного суду.

### Судді
Судді призначаються Президентом на вимогу Національної ради судової влади на невизначений строк. Вони не можуть належати до політичних партій чи профспілок, вони незалежні, на них поширюються лише Конституція та статути. Вони мають право на імунітет та особистий імунітет. Судді також є непорушними, а відсторонення від посади чи відсторонення вимагає рішення суду. Участь інших громадян у здійсненні правосуддя встановлюється законом і зводиться до застосування системи судових присяжних у першій інстанції в загальних та військових судах.
У 2010 році в Польщі було 10 322 суддів.